# ルーンプリンセス ヴォーカルアルバム
『ルーンプリンセス ヴォーカルアルバム』は、読者参加企画『ルーンプリンセス』のキャラクターソングアルバム。2004年6月23日にキングレコードから発売された。

## 収録曲
1. プロローグ [4:12]
2. 届きますように。。。 [4:58]
歌：ベアトリス・アリエステート（落合祐里香）
作詞：広田由佳、作曲・編曲：五島翔
3. UP CURRENT [3:51]
歌：マティルデ・ガストシュタイン（清水愛）
作詞：木本慶子、作曲・編曲：堀隆
4. 君にハニーパイ [3:54]
歌：メアリッテ・サジテリアリア（田村ゆかり）
作詞：広田由佳、作曲・編曲：大川茂伸
5. ふんわりめしませ [4:00]
歌：シャンシャン・フーロンシェ（仲西環）
作詞：木本慶子、作曲・編曲：大川茂伸
6. フリルな気分 [4:31]
歌：フロランス・ジェモニーナ（田中理恵）
作詞：高井ウララ、作曲・編曲：堀隆
7. 小さな女の子は好きですか [3:53]
歌：アナスターシャ・チリエスカヤ（金田朋子）
作詞：木本慶子、作曲：佐藤英敏、編曲：五島翔
8. 以心伝心 [5:08]
歌：メルシリス・ハイダラー（松来未祐）
作詞：広田由佳、作曲・編曲：大川茂伸
9. キット…モット… [3:45]
歌：キャサリン・リオラント（飯塚雅弓）
作詞：広田由佳、作曲・編曲：大川茂伸
10. FIGURED DREAM [4:08]
歌：カタルッシア・ジュゴニセラ（吉川由弥）
作詞：木本慶子、作曲・編曲：YUPA
11. DROP OF WISH [6:07]
歌：イングリッド・ピストデル（佐久間紅美）
作詞・作曲：高井ウララ、編曲：五島翔
12. DRESS [4:49]
歌：マリンカ・エスコルピオーネ（又吉愛）
作詞：MARIA、作曲・編曲：牧野信博
13. 夢の続き [3:54]
歌：エイミー・アクエリス（南里侑香）
作詞：MARIA、作曲・編曲：牧野信博
14. エピローグ [2:23]

| スタブアイコン | サブスタブ | この項目は、まだ閲覧者の調べものの参照としては役立たない、アルバムに関連した書きかけの項目です。この項目を加筆・訂正などしてくださる協力者を求めています（P:音楽/PJ:アルバム）。 |